# Cristo en casa de sus padres
Cristo en casa de sus padres (1849-1850) es una pintura de John Everett Millais que representa a la Sagrada Familia en el taller de carpintería de san José. La pintura fue extremadamente controvertida cuando se exhibió por primera vez debido a su realismo y falta de convencionalismos, lo que provocó muchas críticas negativas, sobre todo una escrita por Charles Dickens. Catapultó a la notoriedad a la anteriormente oscura Hermandad Prerrafaelita y fue un importante contribuyente al debate sobre el realismo en las artes. Se conserva en la Tate Britain de Londres.

## Tema
La pintura representa a Jesús niño ayudando a José en su taller. José está haciendo una puerta, colocada sobre su mesa de trabajo de carpintería. Jesús se ha herido la mano con un clavo expuesto, recordando un estigma y presagiando su crucifixión. Parte de la sangre ha caído sobre su pie. Mientras la abuela de Jesús, Ana, se dispone a sacar el clavo con un par de tenazas, su madre preocupada, María, se arrodilla a su lado y le ofrece un beso en la mejilla. José examina la mano herida de Jesús. Un niño, reconocible como Juan el Bautista por su paño de piel, trae agua para lavar la herida, prefigurando su posterior bautismo de Cristo. Un joven ayudante y aprendiz de José, que representa a los futuros Apóstoles de Jesús, observa el acontecimiento.
En el fondo de la pintura, se utilizan varios objetos para simbolizar aún más el significado teológico del tema. Una escalera, refiriéndose a la Escalera de Jacob, se apoya contra la pared del fondo, y sobre ella descansa una paloma que representa al Espíritu Santo. Otros implementos de carpintería se refieren a la Santísima Trinidad. Millais probablemente usó la estampa Melancolía I de Alberto Durero como fuente para estas imágenes, junto con otras obras del quattrocento. Las ovejas atentas a la escena en el redil vistas a través de la puerta abierta representan el futuro rebaño cristiano.
Se ha sugerido que Millais fue influenciado por la pintura de John Rogers Herbert Nuestro Salvador sujeto a sus padres en Nazaret. Es posible que también se haya inspirado en una pintura que representa a Jesús ayudando a José en su taller, que en ese momento se atribuyó a Annibale Carracci.

## Respuesta crítica
La pintura fue inmensamente controvertida cuando se exhibió por primera vez debido a su representación realista de un taller de carpintería, especialmente el polvo y el serrín en el piso. La representación de Jesús y quienes lo rodeaban a menudo se consideraba radical, tanto en la vestimenta como en la figura. Charles Dickens acusó a Millais de retratar a María como una alcohólica que parece
tan horrible en su fealdad que ... se destacaría del resto de la compañía como un Monstruo, en el cabaret más vil de Francia o en la tienda de ginebra más baja de Inglaterra.
Los críticos también se opusieron a la representación de Jesús, y uno se quejó de que era "doloroso" ver al "Salvador juvenil" representado como "un niño judío pelirrojo". Dickens lo describió como un "niño pelirrojo torcido y llorón en bata, que parece haber recibido un empujón... jugando en una cuneta adyacente". Otros críticos sugirieron que los personajes mostraban signos de raquitismo y otras enfermedades asociadas con las duras condiciones de los barrios marginales. La Sagrada Familia de Millais era una auténtica familia obrera como las de la Inglaterra de la época, ofendiendo al buen gusto de la clase acomodada. Debido a la controversia, la reina Victoria pidió que llevaran la pintura al Palacio de Buckingham para poder verla en privado. 
En la Royal Academy, la pintura se exhibió con una pieza complementaria del colega de Millais, William Holman Hunt, que también retrataba una escena de la historia cristiana primitiva en la que una familia ayuda a un individuo herido. Este se titulaba Una familia británica convertida que protege a un misionero cristiano de la persecución de los druidas.

## Consecuencias
El efecto de los comentarios críticos fue hacer famoso el movimiento prerrafaelita y crear un debate sobre la relación entre la modernidad, el realismo y el medievalismo en las artes. El crítico John Ruskin apoyó a Millais en una carta a la prensa y en su conferencia "Prerrafaelismo"  a pesar de que personalmente no le gustaba la pintura. El uso en la pintura del realismo simbólico condujo a un movimiento más amplio en el que la elección de la composición y el tema se combinaba con la observación detallada.